# Andrzej Siedlecki
Andrzej Siedlecki (ur. 27 stycznia 1945 w Warszawie) – polski aktor teatralny i filmowy.

## Życiorys
W 1967 roku ukończył studia na PWST w Warszawie. 24 czerwca tego samego roku miał miejsce jego debiut teatralny. Występował w następujących teatrach:
- Teatr Śląski (1967-68)
- Teatr Polski w Warszawie (1970-75)
- Teatr Ochoty w Warszawie (1976-78)
- Teatr Studio w Warszawie (1980-82)
- Teatr Dramatyczny w Warszawie (1985-86)
- Teatr Rozmaitości w Warszawie (1987)

## Filmografia
- 1964: Pingwin − chłopak na klatce schodowej
- 1966: Don Gabriel − student przed Dowództwem Okręgu Korpusu
- 1969: Sól ziemi czarnej − powstaniec
- 1970: Przygody psa Cywila (odc. 4)
- 1970: Kolumbowie − powstaniec (odc. 5)
- 1973: Wielka miłość Balzaka − krytyk (odc. 2)
- 1974: S.O.S − milicjant w atelier Marka (odc. 5)
- 1975: Personel − śpiewak Andrzej Siedlecki
- 1976: Krótka podróż − Andrzej
- 1977: Polskie drogi − agent gestapo (odc. 11)
- 1978: Układ krążenia − lekarz (odc. 6)
- 1978: Ślad na ziemi − inżynier Karaś (odc. 7)
- 1980: Powstanie Listopadowe. 1830–1831 − pułkownik Józef Bem
- 1980: Alicja − kelner na przyjęciu u królowej
- 1981: Szarża, czyli przypomnienie kanonu − lektor przy apelu poległych
- 1981: Najdłuższa wojna nowoczesnej Europy − domownik pana Bonawentury w gabinecie Marcinkowskiego (odc. 2)
- 1981: Murmurando − doktor Jasieńczak
- 1981: Dziecinne pytania
- 1984: Fetysz − uczestnik zebrania komitetu osiedlowego bywały w Japonii
- 1985: Anna
- 1987: Wielki Wóz − kapitan
- 1988: Pole niczyje − Olczak

## Nagrody i odznaczenia
- Dyplom Honorowy ministra kultury i sztuki za osiągnięcia w dziedzinie upowszechniania kultury (1979)